# Bronislavia
Bronislavia is een geslacht van kevers uit de familie van de loopkevers (Carabidae). De wetenschappelijke naam van het geslacht is voor het eerst geldig gepubliceerd in 1891 door Semenov.

## Soorten
Het geslacht Bronislavia omvat de volgende soorten:
- Bronislavia kryzhanovskii Mikhailov, 1970
- Bronislavia lopatini Mikhailov, 1970
- Bronislavia robusta Semenov, 1891